# M. Settihalli, Piriyapatna
M. Settihalli là một làng thuộc tehsil Piriyapatna, huyện Mysore, bang Karnataka, Ấn Độ.